# Mount Tamalpais
Der Mount Tamalpais (lokal auch Mount Tam genannt) ist ein Berg in Marin County, Kalifornien, der häufig als Symbol für Marin County verwendet wird.

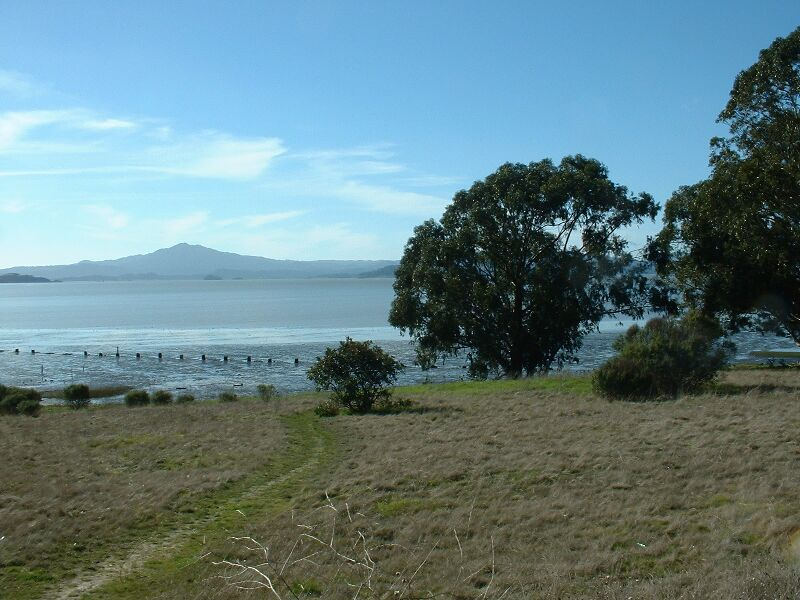
Tamalpais von Pinole aus gesehen

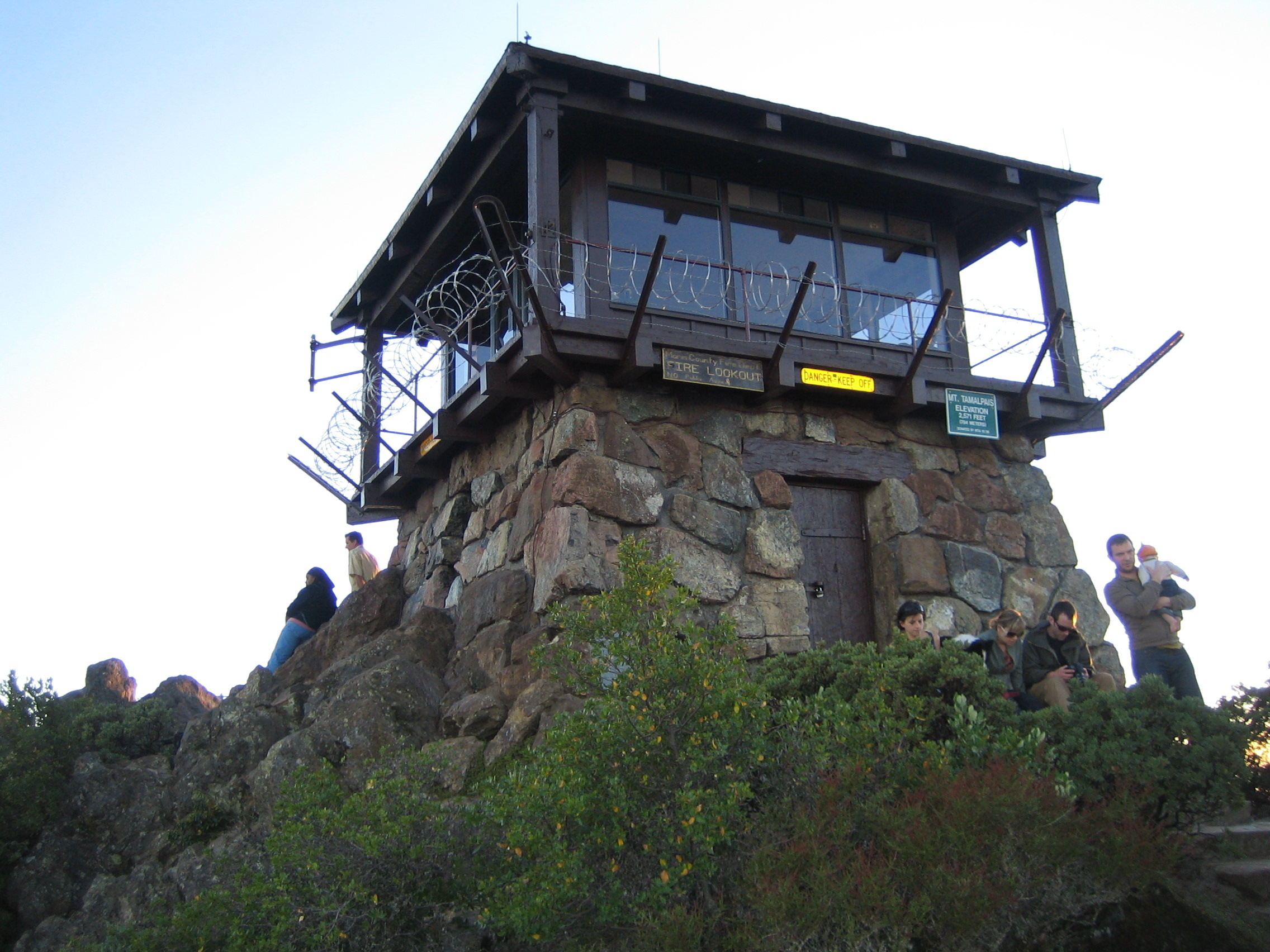
Gipfel (East Peak) mit Feuerwachturm

## Naturschutz
Ein großer Teil des Berggebietes ist durch den Naturschutz gesetzlich geschützt. Beispiele hierfür sind etwa der Mount Tamalpais State Park oder Mount Tamalpais Watershed. Auf dem höchsten Punkt (East Peak) befindet sich ein Feuerwachturm. Auch das bei den Bewohnern des Großraums San Francisco beliebte Naherholungsgebiet Muir Woods National Monument liegt am Fuße des Tamalpais an einem Bachlauf.

## Trivia
- Der englische Philosoph Alan Watts lebte in einer Hütte in Druid Heights am Südosthang des Mount Tamalpais mit Gleichgesinnten als Nachbarn und starb dort im Jahr 1973.
- Ab 1973 nutzte eine Gruppe von Radlern die unwegsamen Hänge des Berges als Rennstrecke. Dabei wurden die Fahrräder nach und nach an die speziellen Anforderungen verbessert, bis schließlich das Mountainbike entstand.
- Der Film Planet der Affen Revolution spielt anfangs am Mount Tamalpais, wie an Hinweisschildern im Film erkennbar ist.